# Antigius melanochloe
Antigius melanochloe är en fjärilsart som beskrevs av Watari 1933. Antigius melanochloe ingår i släktet Antigius och familjen juvelvingar. Inga underarter finns listade i Catalogue of Life.